# Bərdə (Rayon)
Bərdəⓘ, auch Barda, ist ein Rayon in Aserbaidschan. Hauptstadt ist die Stadt Bərdə.

## Geografie
Der Rayon hat eine Fläche von 957 km². Die Landschaft gehört zur Tiefebene des Flusses Kura die Flüsse Ter-Ter und Khachin führen durch den Rayon. Entlang des Flusses Kura liegen die Wälder von Tugai.

## Bevölkerung
Der Rayon hat 158.200 Einwohner (Stand: 2021). 2009 betrug die Einwohnerzahl etwa 142.100. In der Stadt und Region leben wegen der Nähe zu Bergkarabach viele Flüchtlinge aus dem Gebiet.

## Wirtschaft
Die Region ist landwirtschaftlich geprägt. Es werden vor allem Baumwolle, Getreide und Wein angebaut sowie Rinder und Geflügel gezüchtet. Außerdem gibt es eine Lebensmittel verarbeitende Industrie, insbesondere Molkereien, Textilindustrie sowie Seidenproduktion. Es wird Lehm und Kies abgebaut.

## Persönlichkeiten
Aus der Region stammt der Dichter und Linguist Sadallah al-Bardali.